# Saint-Yaguen
Saint-Yaguen (gaskonsko Sent Jàguen) je naselje in občina v francoskem departmaju Landes regije Akvitanije. Naselje je leta 2009 imelo 547 prebivalcev.

## Geografija
Kraj leži v pokrajini Gaskonji 35 km severovzhodno od Daxa in 22 km zahodno od Mont-de-Marsana.

## Uprava
Občina Saint-Yaguen skupaj s sosednjimi občinami Bégaar, Beylongue, Boos, Carcen-Ponson, Laluque, Lesgor, Pontonx-sur-l'Adour, Rion-des-Landes, Tartas in Villenave sestavlja kanton Tartas-zahod s sedežem v Tartasu. Kanton je sestavni del okrožja Dax.

## Zanimivosti
- cerkev sv. Jakoba;